# Ангиотензин
Ангиотензинът представлява три свързани пептидни хормона, два от които повишават кръвното налягане.
Ангиотензин I се получава чрез действието на ензима ренин, от протеин (алфа-глобулин, α-глобулин), секретиран от черния дроб в кръвния поток. Когато кръвта преминава през белите дробове, друг ензим (ангиотензин-преработващ (конвертиращ) ензим, ACE) разделя ангиотензин I като образува ангиотензин II. Това води до свиване на кръвоносните съдове и стимулира освобождаването на антидиуретичен хормон и алдостерон, което повишава кръвното налягане. Ангиотензин III се получава при отстраняването на една аминокиселина от ангиотензин II, което също стимулира освобождаването на алдостерон от надбъбречната жлеза.